# Mesterháza
Mesterháza is een plaats (község) en gemeente in het Hongaarse comitaat Vas. Mesterháza telt 175 inwoners (2001).

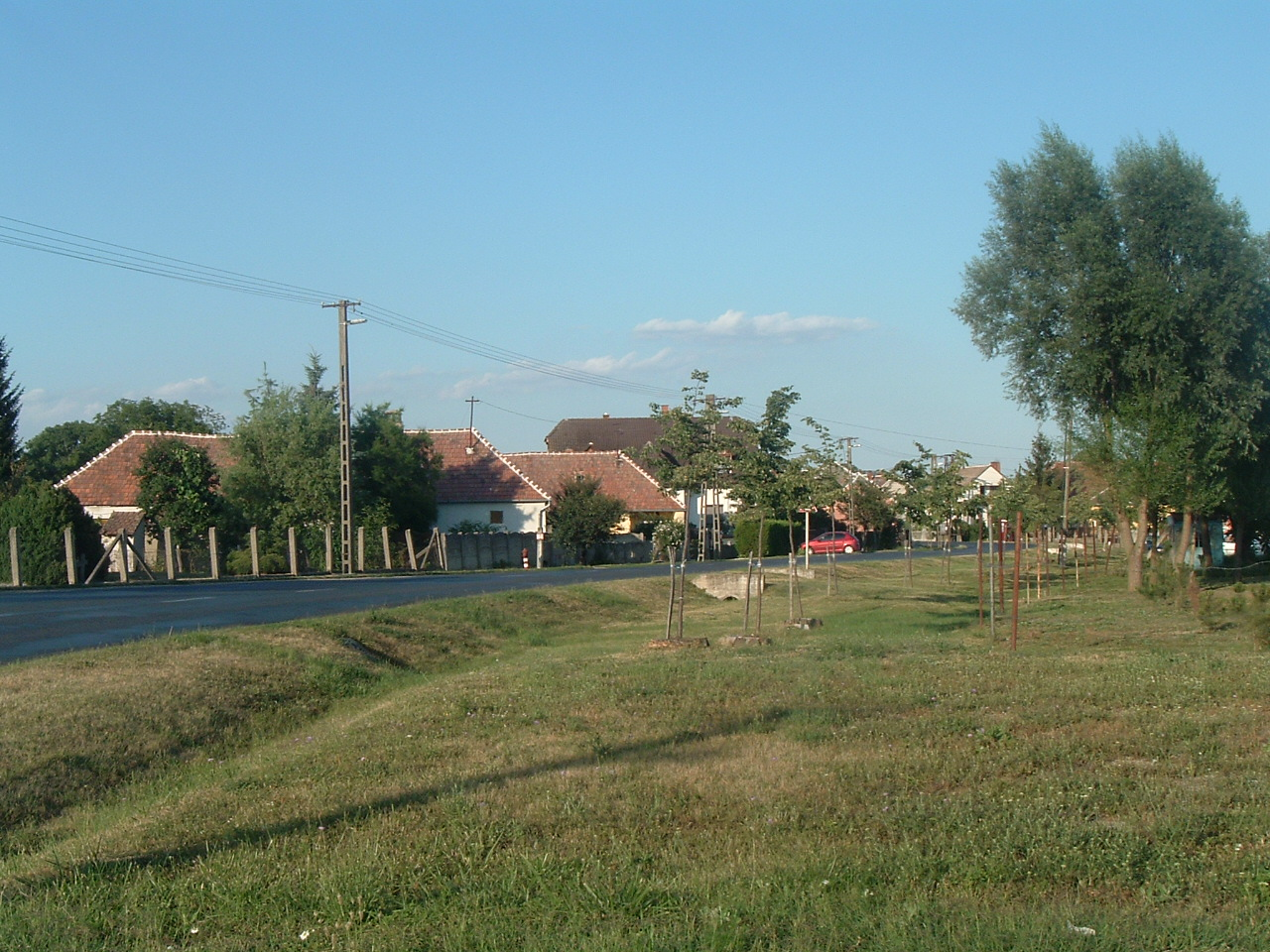
Mesterháza
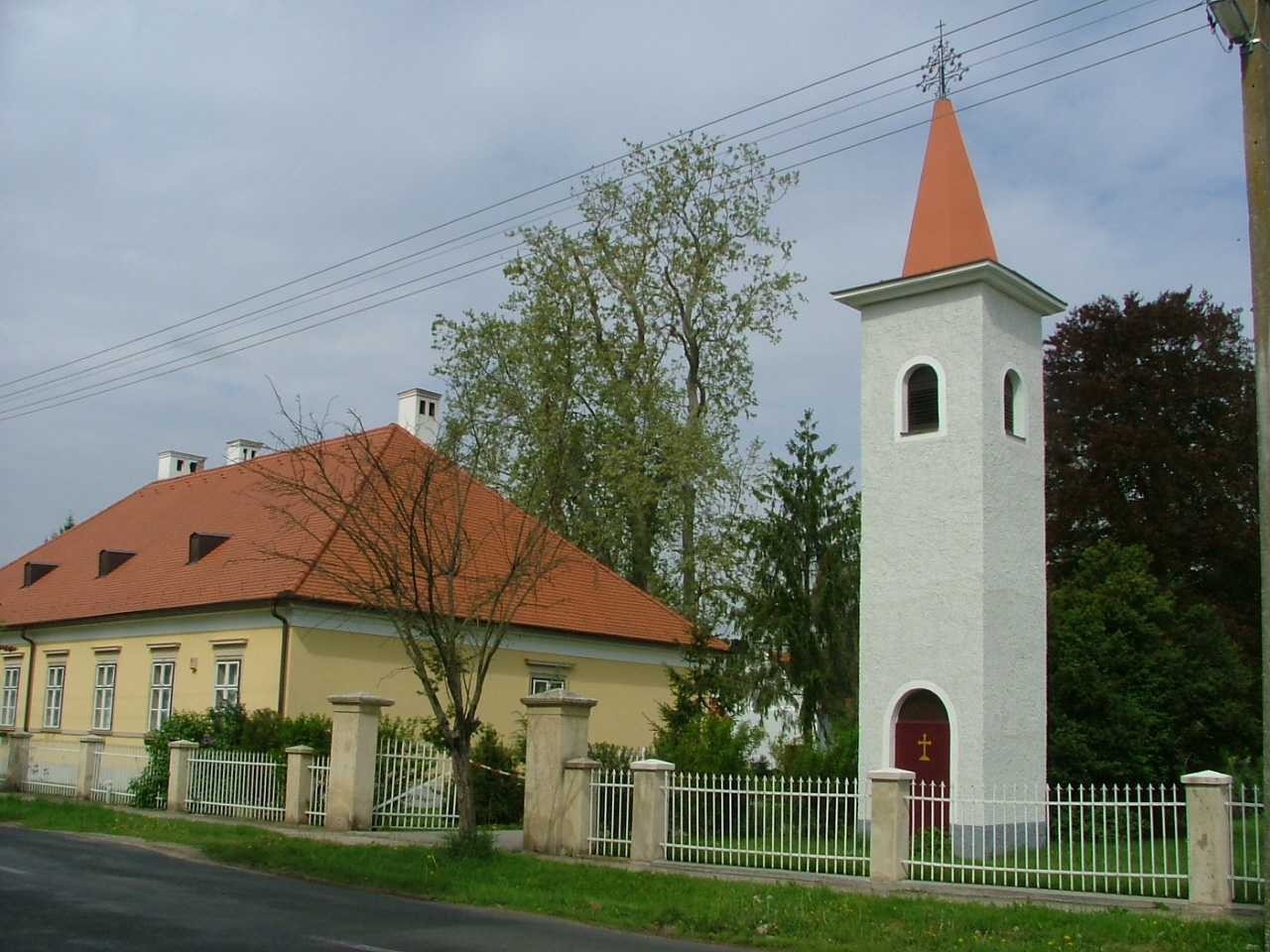
Slot Jekelfalussy met klokkentoren
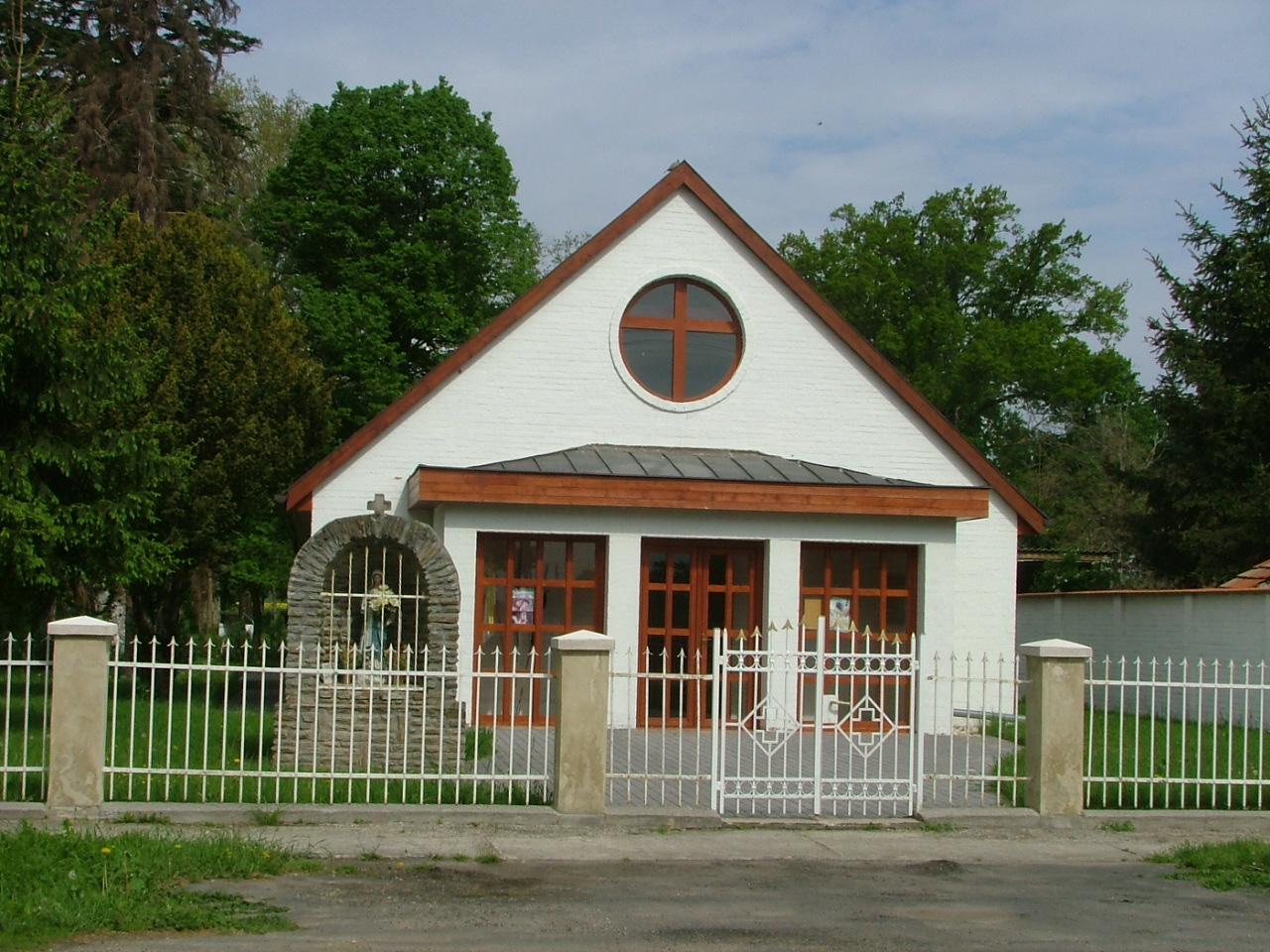
Kerk in Mesterháza